# Дерзиг-Аксы (сумон)
Сумон Дерзиг-Аксы — административно-территориальная единица (сумон) и муниципальное образование со статусом сельского поселения в Каа-Хемском кожууне Тывы Российской Федерации.
Административный центр и единственный населённый пункт сумона — село Дерзиг-Аксы.

## Население
| 2017 | 2018  |
| ---- | ----- |
| 1004 | ↗1020 |